# Haute-Isle
Haute-Isle egy község Franciaországban. Lakosainak száma 291 fő (2022. január 1.).

## Népessége
| Lakosok száma | 301  | 279  | 283  | 278  | 282  | 286  | 290  | 290  | 291  |
|               | 2013 | 2015 | 2016 | 2017 | 2018 | 2019 | 2020 | 2021 | 2022 |

## Földrajza
Haute-Isle Chérence, Moisson, La Roche-Guyon és Vétheuil községekkel határos.